# Skicross

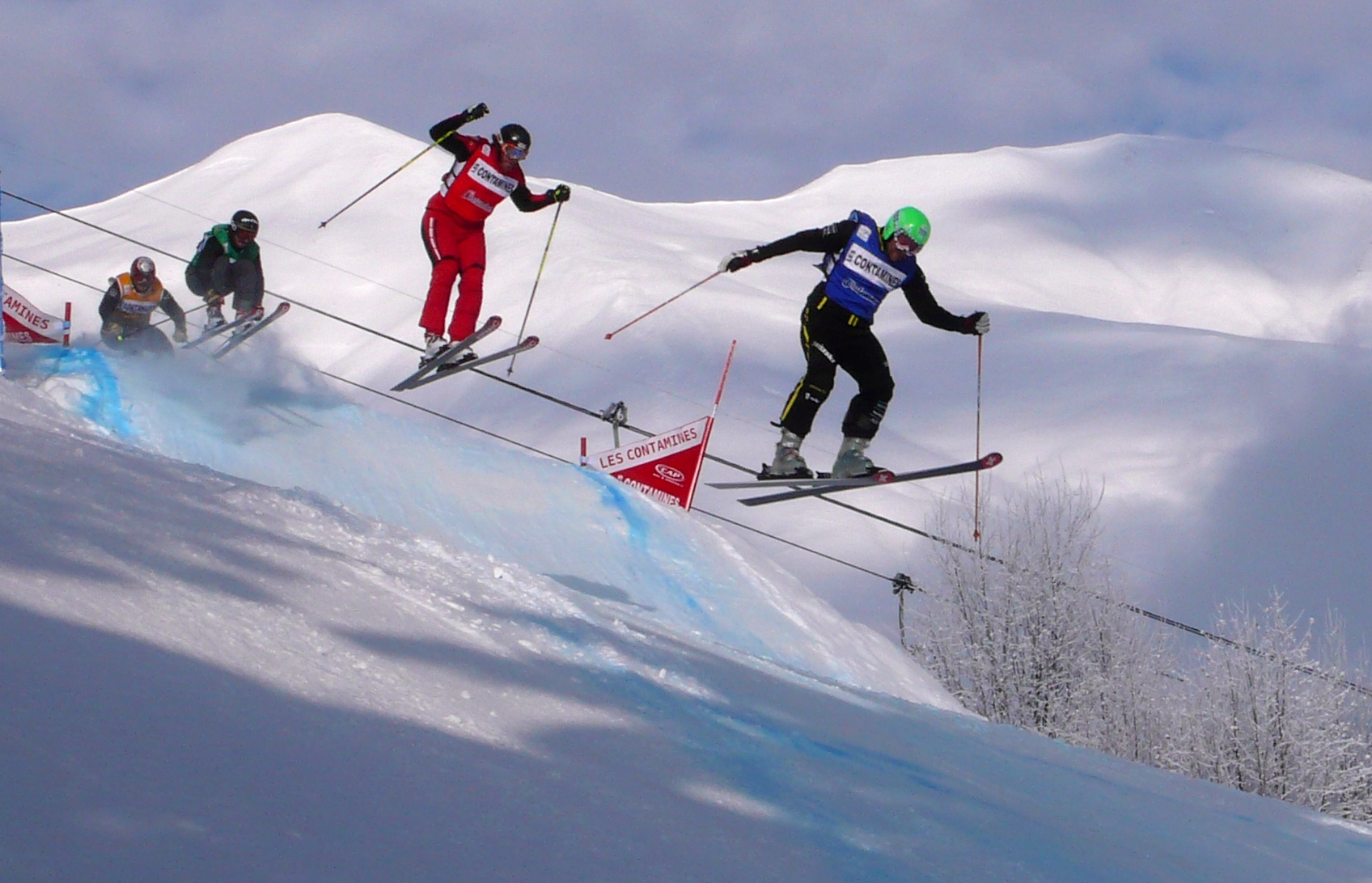
Twee skiers tijdens een skicross

Skicross, ook bekend als Skiercross of Skier-X, is een ski-onderdeel waarin een aantal skiërs het op een geaccidenteerde uitgezette baan tegen elkaar opneemt. Diegene die als eerste de finish bereikt is de winnaar. Hoewel in de skicross door de deelnemers tegen elkaar wordt geracet, wordt het ingedeeld als discipline binnen het freestyleskiën.
Skicross is afgeleid van en vergelijkbaar met de snowboardvariant, de snowboardcross. Het in de sneeuw uitgezette parcours wordt gekenmerkt door bochten, bermen en schansen. Net als bij snowboardcross komen botsingen en valpartijen ook in de skicross niet zelden voor, al is duwen en trekken niet toegestaan. Tijdens wedstrijden wordt gewerkt volgens het knock-outsysteem: na een kwalificatie dalen de 16 (bij vrouwenwedstrijden) of 32 (bij mannenwedstrijden) geplaatste deelnemers per vier af met het doel zo snel mogelijk de finishlijn aan het eind van de baan te bereiken. De nummers één en twee plaatsen zich voor de volgende ronde, totdat uiteindelijk in een finale en een kleine finale voor de plaatsen 1 tot en met 8 wordt geracet.
Skicross is door de skibond FIS opgenomen in het programma van de wereldbeker freestyleskiën en staat sinds de Olympische Winterspelen 2010 ook op de olympische kalender.